# NVIDIA Gelato
Gelato是一個由NVIDIA推出的着色器软件，目前已停止開發。透過NVIDIA的Quadro顯示核心和着色器语言，就能实现电影級渲染效果。Gelato分為免费版本和付费版本。即使是學生，亦可利用Gelato和Quadro顯示卡，创造出高級的电影效果。

## Gelato Pro
在1500美元的領域中，Gelato Pro始終比其他的渲染器便宜，例如皮克斯动画工作室的Renderman Pro Server。
- Gelato Pro提供的一些額外功能：
  - 支援NVIDIA Sorbetto技術
  - 支援DSO shadeops技術
  - 支援多台電腦同時平行運算
  - 支援單台電腦多顆CPU運算
  - 原生支援64位元
  - NVIDIA提供完整技術支援

## 外部連結
- Gelato Drivers（页面存档备份，存于）
- GELATO PRO 2.0 AND GELATO 2.0 GPU-ACCELERATED （页面存档备份，存于）
- 麗臺正式推出NVIDIA GELATO （页面存档备份，存于）